# اریک مارتل
اریک مارتل (آلمانی: Eric Martel؛ زادهٔ ۲۹ آوریل ۲۰۰۲) بازیکن فوتبال اهل آلمان است که هم‌اکنون به صورت قرضی در بوندس‌لیگا اتریش و باشگاه آستریا وین بازی می‌کند. مارتل بازیکن باشگاه لایپزیگ است.
وی همچنین در تیم‌های ملی فوتبال زیر ۱۹ سال آلمان و زیر ۲۱ سال آلمان بازی کرده‌است.